# Трновска Света Гора
Света Гора је брдо у Великом Трнову. Трновград се налазио на брдима Царевец (тврђава), Тврђава Трапезица, Света Гора и Момина тврђава. 
За време Другог бугарског царства било је духовно и књижевно средиште у средњовековном Трнову. На брду је било 16 манастира. Међу њима је и манастир „Св. Богородица Одигитрија”, у којој је патријарх Јевтимије Трновски основао Трновску књижевну школу. 